# Stadio Sceicco Mohamed Laghdaf
Lo stadio Sceicco Mohamed Laghdaf (in francese Stade Sheikh-Mohamed Laghdaf, in arabo: ملعب الشيخ محمد لغضف) è uno stadio di calcio situato nella città di El Ayun, in Marocco. Ospita le partite casalinghe del Jeunesse Sportive El Massira.
La struttura è destinata esclusivamente al calcio, in quanto non possiede una pista per atletica leggera. Ha una capienza di 40 000 posti a sedere. Costruito nel 1985 e dal 2011 possiede un tappeto erboso artificiale .

## Eventi
Alcune gare disputate nello stadio:
| Data                   | Incontro                    | Risultato |
| ---------------------- | --------------------------- | --------- |
| Coppa del Marocco 2011 |                             |           |
| 21.09.2011             | JSM - Wydad Casablanca      | 1-4       |
| 13.08.2011             | JSM - Wydad Kalaât Sraghna  | 6-0       |
| Botola 1 Pro 2011-2012 |                             |           |
| 29.04.2012             | JSM - Raja Casablanca       | 1-4       |
| 15.04.2012             | JSM - CRA                   | 2-0       |
| 31.03.2012             | JSM - Maghreb Fès           | 1-0       |
| Botola 2 Pro 2013-2014 |                             |           |
| 21.12.2013             | JSM - Chabab Atlas Khenifra | 2-0       |
| 27.10.2013             | JSM - Rachad Bernoussi      | 2-1       |